# East Dunseith
East Dunseith is een plaats (census-designated place) in de Amerikaanse staat North Dakota, en valt bestuurlijk gezien onder Rolette County.

## Demografie
Bij de volkstelling in 2000 werd het aantal inwoners vastgesteld op 219.

## Geografie
Volgens het United States Census Bureau beslaat de plaats een oppervlakte van
3,2 km², waarvan 3,1 km² land en 0,1 km² water.

## Plaatsen in de nabije omgeving
De onderstaande figuur toont nabijgelegen plaatsen in een straal van 24 km rond East Dunseith.